# Llac Izabal
El llac Izabal, també conegut com el Golfo Dulce, és el llac més gran de Guatemala amb 45 km de llarg per 20 km d'ample, una superfície de 589.6 km2 i una profunditat màxima de 18 m. El riu Polochic és el riu més gran que hi desguassa. El llac, que es troba a només un metre sobre el nivell del mar, desguassa al golf d'Hondures del mar Carib a través del més petit Golfete Dulce, que es troba al nivell del mar, i el navegable riu Dulce. Hi ha nombroses comunitats indígenes que habiten al voltant del llac, entre elles els q'eqchi's.
El castell colonial de San Felipe de Lara, construït l'any 1652 en honor del jutge Antonio Lara Mangravo i ben conservat, va ser construït per a protegir la regió dels pirates, i hi ha alguns vaixells antics enfonsats a prop. És la llar de diverses espècies, com ara el manatí, el jaguar, la mona aranya, Cryptoheros spilurus i aluates, i és un lloc popular per a l'observació d'ocells.